# Cireșu (okręg Buzău)
Cireșu – wieś w Rumunii, w okręgu Buzău, w gminie Mânzălești. W 2011 roku liczyła 141 mieszkańców.